# Glasgow Mega-Snake
A Glasgow Mega-Snake a Mogwai egy, a Mr Beast albumon szereplő dala.

## Leírás
A dalt gyakran adják elő koncertjeiken. Eredeti címe Glower of a Cat. Stuart Braithwaite a következőket nyilatkozta:
Glasgow-t egy genetikailag módosított élőlény óriáskerékre helyezésével akartuk népszerűsíteni. Az emberek özönleni fognak Skóciába, amikor elkészül. Be akartunk kerülni vele a Mega-Snake-be. Sikerült.

### Szereplések
- Tony Hawk's Project 8[4]
- Spec Ops: The Line[5]

## Fordítás
Ez a szócikk részben vagy egészben  a   Glasgow Mega-Snake című angol Wikipédia-szócikk ezen változatának fordításán alapul.  Az eredeti cikk szerkesztőit annak laptörténete sorolja fel. Ez a jelzés csupán a megfogalmazás eredetét és a szerzői jogokat jelzi, nem szolgál a cikkben szereplő információk forrásmegjelöléseként.